# Audiatur et altera pars

Audiatur et altera pars (или Audi alteram partem) — латинское выражение, означающее «выслушай и другую сторону». Это принцип, согласно которому никто не должен судиться без объективного разбирательства, в ходе которого каждой стороне предоставляется возможность дать ответные доказательства.

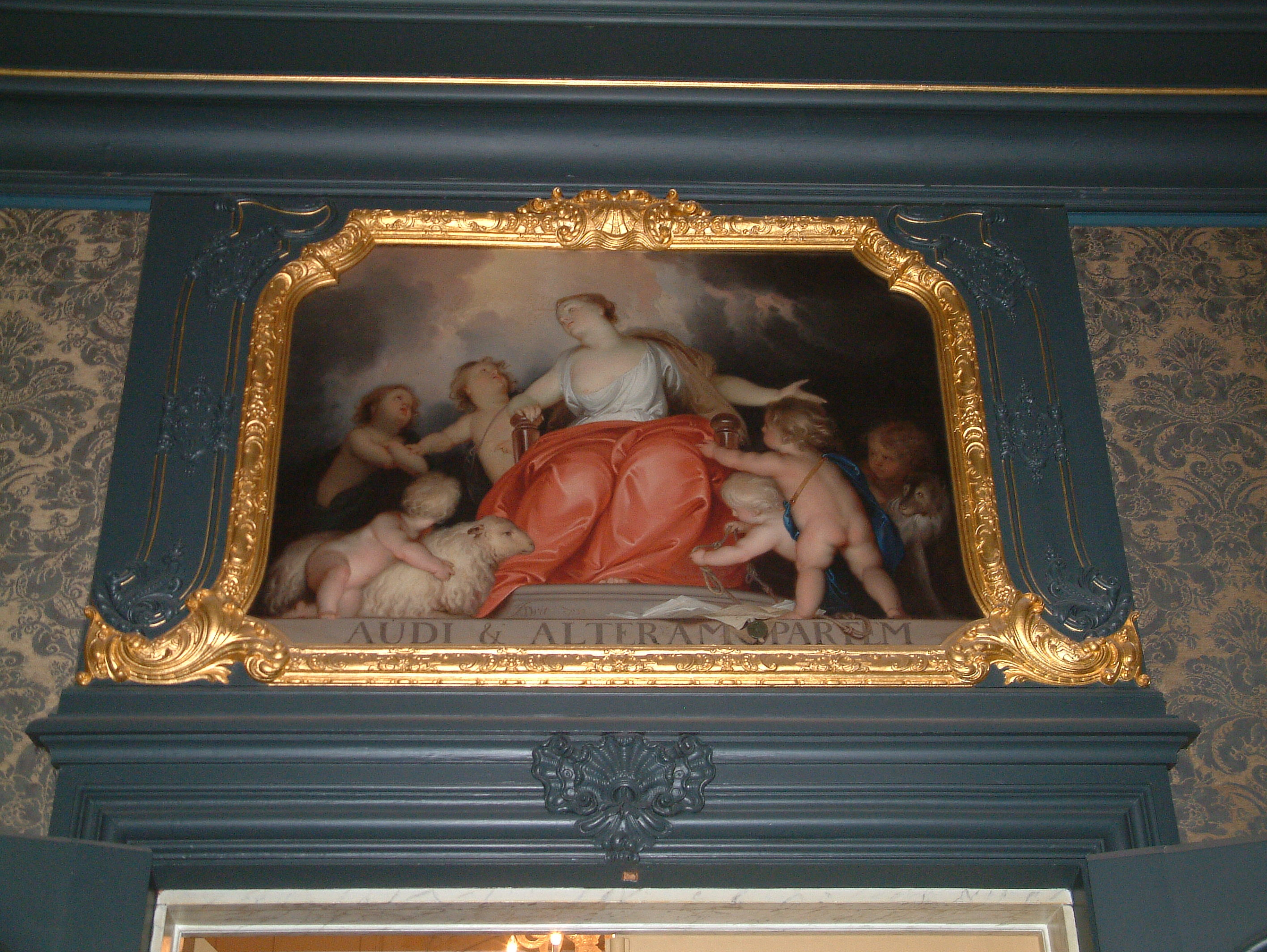
Декоративная дверь 18-го века от Vierschaar (городского трибунала) в Старой ратуше Гааги, автор Якоб де Вит, иллюстрирующим фразу "audi alteram partem".

«Audi alteram partem» является принципом фундаментальной справедливости или равенства или принципа естественной справедливости в большинстве правовых систем. Этот принцип включает в себя право стороны или её адвокатов опровергать свидетельства против него, иметь справедливую возможность оспаривать доказательства представленные другой стороной, вызывать своих собственных свидетелей и представлять доказательства, а также при необходимости иметь адвоката за государственный счет, чтобы вести дело правильно.
Эта фраза стала девизом различных политических и судебных организаций.

## История использования
В качестве общего принципа рационального подхода к выводам в спорных вопросах древнегреческие драматурги воспринимали фразу «слышать обе стороны» как часть народной мудрости. Аналогичный принцип также можно найти в исламском праве, основанном на хадисе, указывающем, что в судебном процессе обе стороны должны быть заслушаны. Принцип был упомянут Международным Судом в деле «Ядерные испытания», ссылаясь на неявку Франции на судебное разбирательство. Современные правовые системы отличаются тем что лица могут быть осуждены заочно. Принцип используется в трудовом праве имеет значение в таких странах как Южная Африка и Зимбабве.

## Другие примеры
Общество политических интересов Мельбурнского университета использует эту фразу в качестве своего девиза. Судебный совет Рочестерского университета использовал этот термин в качестве своего девиза с 2001 года.
Фраза также является происхождением названия немецкого автопроизводителя Audi. Основатель Август Хорьх покинул свою предыдущую компанию Motorwagenwerke после спора с партнерами и основал новую компанию 16 июля 1909 года, которая первоначально называлась August Horch Automobilwerke GmbH. Его бывшие партнеры подали в суд на него за нарушение прав на товарный знак, и немецкий Reichsgericht (Верховный суд) постановил, что бренд Horch принадлежал его бывшей компании. Поэтому Хорьх созвал встречу с близкими деловыми друзьями Полом и Францем Фикентшером, чтобы придумать новое название для компании. Во время этой встречи сын Франца спокойно изучал латынь в углу комнаты. Несколько раз он выглядел так, словно собирался что-то сказать, но просто глотал свои слова и продолжал работать, пока, наконец, не выпалил: «Father — audiatur et altera pars … не было бы хорошей идеей назвать её Audi вместо Horch?». «Хорьх» в переводе с немецкого означает «слышать», что в переводе на латынь означает «audi» в единственном императивном виде: «audire» — «слушать». Идея была с энтузиазмом принята всеми, кто присутствовал на собрании, и компания была зарегистрирована как Audi Automobilwerke GmbH Цвиккау в 1910 году.